# Identitatea lui Bourne (film din 1988)
Identitatea lui Bourne (în engleză The Bourne Identity) este un film de televiziune din 1988 care a adaptat romanul Identitatea lui Bourne al lui Robert Ludlum.
Filmul urmărește acțiunea din roman, pe parcursul unei durate de 3 ore și 5 minute.  Cu reclamele adăugate, timpul de vizionare a fost prelungit la patru ore, iar filmul a fost difuzat pentru prima dată de postul de televiziune ABC în două părți de doua ore prezentate pe parcursul a două nopți.

## Subiect
Pe o plajă franceză a fost găsit corpul unui bărbat necunoscut, grav rănit prin împușcare. Medicul local, Geoffrey Washburn, îl ia pe străin în casa lui și-l îngrijește. El constată faptul că străinul are coșmaruri în care vorbește în mai multe limbi. În pielea de la coapsă, Washburn găsește un microfilm, cu un număr de cont de la o bancă elvețiană. Străinul începe să-și revină, dar suferă în continuare de amnezie. El nu-și amintește numele său, nu știe cum a ajuns acolo și de ce a fost împușcat. Nu știe de ce vorbește mai multe limbi sau ce reprezintă contul bancar din Elveția.
Plimbându-se prin sat, străinul este atacat de persoane necunoscute, care vor să-l ucidă. El încearcă să-și recapete memoria. Pleacă în Elveția și află că are la bancă o sumă mare de bani. Urmărit permanent, fără ca el să știe de ce, el fuge luând ca ostatică o femeie tânără pe nume Marie St. Jacques. Din fragmentele disparate de amintiri care-i revin în minte, el bănuiește că a fost un asasin profesionist internațional, care a activat sub numele de Jason Bourne. Doar Marie, care îl iubește, crede sincer în nevinovăția lui și-l convinge să nu renunțe și să continue să afle cine este el cu adevărat. 
Scenariul filmului prezintă unele diferențe față de textul romanului. Identitatea sub acoperire a lui Jason Bourne este simplificată. În carte, David Webb, din cauza amneziei sale, crede că este Jason Bourne și un asasin pe nume Cain. În film, numele Cain este lăsat pe dinafară. În film, Carlos este dovedit a fi responsabilul pentru uciderea soției și a copilului lui Webb, ceea ce nu este cazul în roman. Alexander Conklin este împușcat accidental de proprii săi oameni atunci când încearcă să-l omoare pe Bourne; în carte el supraviețuiește și apare în romanele ulterioare. La finalul cărții, Carlos scapă în haosul creat, în timp ce în film el este împușcat în ultimul moment de către Bourne / David Webb. Deoarece Carlos este antagonistul principal al trilogiei lui Bourne (deși fusese publicat și romanul Supremația lui Bourne când s-a realizat filmul), moartea acestuia încheie povestea într-un singur film.

## Distribuție
- Richard Chamberlain - Jason Bourne
- Jaclyn Smith - Marie St. Jacques
- Anthony Quayle - Gen. François Villiers
- Donald Moffat - David Abbott
- Yorgo Voyagis - Carlos
- Peter Vaughan - Fritz Koenig
- Denholm Elliott - Geoffrey Washburn
- Michael Habeck - omul gras
- Wolf Kahler - omul cu ochelari de aur
- Philip Madoc - Pierre D'Armacourt
- Bill Wallis - Chernak
- Franziskus Abgottspon - taximetristul din Zürich (ca Franciscus Abgottspon)
- Frederick Bartman - omul din holul băncii
- John Carlin - Albert Stossel, director adjunct
- George Lane Cooper - șoferul lui Fritz Koenig

## Aprecieri
Lexikon des Internationalen Films a caracterizat astfel acest film: "Thriller cu spioni foarte lung, dar care variază în limitele genului său și oferă un divertisment captivant și conduce spre sfârșit la violență abundentă pe distanță critică."

### Concepție
Prin conceperea filmului ca un thriller TV în două părți s-a putut realiza o adaptare a procesului foarte extins de dezvoltare a personajului Jason Bourne din carte. Realizatorii filmului au dorit ca personajele secundare să fie prezentate mai în detaliu. Până în prezent, această versiune este considerată cea mai apropiată de textul cărții.

### Ecranizări ulterioare
În ciuda unui feedback pozitiv ale celorlalte romane cu Jason Bourne, nu a mai fost realizat niciun alt film cu Richard Chamberlain. După mai mult de zece ani și moartea lui Robert Ludlum, s-a realizat o adaptare nouă și mult mai modernă, Identitatea lui Bourne (2002), care a fost continuată ulterior cu Supremația lui Bourne (2004) și Ultimatumul lui Bourne (2007).